# Protonemura curvata
Protonemura curvata is een steenvlieg uit de familie beeksteenvliegen (Nemouridae). De wetenschappelijke naam van de soort is voor het eerst geldig gepubliceerd in 1981 door Zhiltzova.